# Anna Ascends
Anna Ascends is een Amerikaanse dramafilm uit 1922 onder regie van Victor Fleming.

## Verhaal
De Syrische immigrante Anna Ayyob werkt als serveerster in een New Yorks koffiehuis, dat als dekmantel dient voor een smokkelbende. De journalist Howard Fisk is de bende op het spoor. Hij wint het vertrouwen van Anna, maar op het ogenblik dat ze hem informatie wil geven, wordt ze aangevallen door een bendelid. Anna denkt dat ze de bandiet heeft vermoord en ze duikt onder. Drie jaar later is ze de auteur geworden van een succesroman.

## Rolverdeling
| Acteur             | Personage      |
| ------------------ | -------------- |
| Alice Brady        | Anna Ayyob     |
| Robert Ellis       | Howard Fisk    |
| David Powell       | Baron          |
| Nita Naldi         | Gravin Rostoff |
| Charles K. Gerrard | Graaf Rostoff  |
| Edouard Durand     | Siad Coury     |
| Florence Dixon     | Bessie Fisk    |
| Grace Griswold     | Juffrouw Fisk  |
| Frederick Burton   | Mijnheer Fisk  |